# Nils Axelsson
Nils Axelsson (18 de janeiro de 1906 - 18 de janeiro de 1989) foi um futebolista sueco. Ele competiu na Copa do Mundo FIFA de 1934, sediada na Itália.